# Поликарповск
Поликарповск — посёлок в Таймырском Долгано-Ненецком районе Красноярского края России. Входит в сельское поселение Караул. С 2007 года входит в состав пограничной зоны. Посёлок расположен на острове Поликарповский в месте, где река Енисей разделяется на несколько проток — при соединении проток Поликарповской и Дикой.

## История
В 1929 году в посёлке создан колхоз «Красный таймырец». В годы войны в колхозе работали спецпоселенцы: латыши, эстонцы, немцы.

## Население
| 2010 |
| ---- |
| 33   |

Население посёлка по данным переписи 2010 года составляет 33 чел. Имеется стационарно-кочевая школа, подаренная предприятием «Норникель».

## Климат
Климат крайне суровый субарктический, характеризуется резкими перепадами температур, как в течение суток, так и в течение года, а также продолжительной холодной зимой и коротким прохладным летом. Среднегодовая температура −10,1 °С. Средняя температура воздуха наиболее теплого месяца +13,2 °С, абсолютный максимум температуры +32 °С. Продолжительность устойчивых морозов 214 суток. Ночные заморозки и выпадение снега нередки и летом. Средняя температура воздуха наиболее холодного месяца −28,0 °С, абсолютный минимум температуры −57 °С.
При среднегодовом количестве осадков 298 мм максимум составил 331 мм, а минимум — 105 мм. Сумма осадков за апрель-октябрь составляет 413 мм, за ноябрь-март выпадает 136 мм. Для летнего периода характерны моросящие мелкие дожди в 1 мм/сут. (около 45 дней). Дожди до 5 мм/сут. и более наблюдаются всего лишь в течение 8-9 дней. Сильные ветра, частота которых в среднем около недели в месяц, наблюдаются круглогодично. Максимальное число дней с сильными ветрами варьирует от 11 до 18 в месяц.